# لفحة متأخرة
اللفحة المتأخرة أو لفحة البطاطا مرض يصيب نباتي البطاطس والطماطم عن طريق المسبب الفطري فيتوفثورا إنفستنس (باللاتينية: Phytophthora infestans)، ويعتقد أن بيرو هي الموطن الأصلي للمرض ومنها انتقل إلى أوروبا خلال الفترة من (1840:1830 م) وقد ظهر بصورة وبائية في أيرلندا في الفترة (1845 - 1852 م). مما أدى إلى مجاعة وهجرة لكثير من السكان. وقــد ظهر في مصر لأول مرة في الإسكندرية عــام (1950 م). الأعراض تتمثل في ظهور بقع غير منتظمة منتفخة علــى الدرنات وتقرحات وزغب على الأوراق والتي لا تلبث أن تجف وتتلون بالبني وتصبح الساق هشة سهلــة الكسر. يقاوم كيمائياً أو باستنباط أصناف مقاومة أو بالتخلص من الدرنات المصابة أثناء التخزين.

## الأعراض

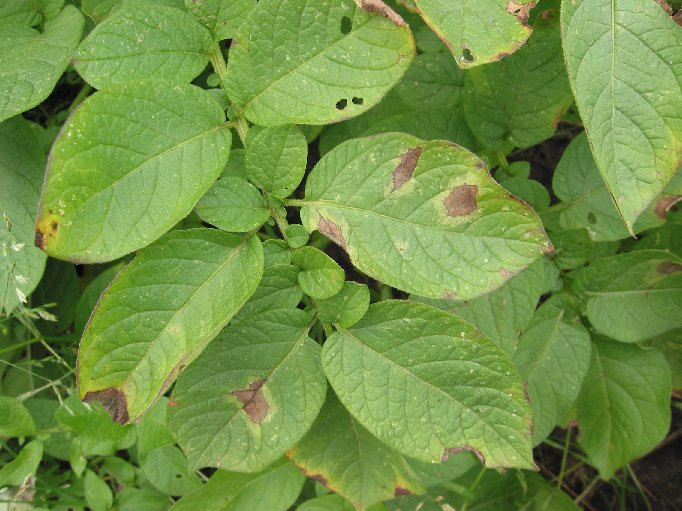

تظهر أعراض المرض على الأجزاء الهوائية من النبات وكذلك على الدرنات. فتظهر الإصابة على حواف الوريقات بشكل بقع مائية غير محددة ثم تعم جميع أجزاء الورقة، وعند توفر الرطوبة المرتفعة يظهر على حواف الأوراق بقع على السطح السفلي منها ويظهر زغب أبيض هو الحوامل الإسبورانجية للفطر، وهذه تتطاير في الجو بالرياح أو بالأمطار فيتسبب ذلك في جفاف الوريقات المصابة وتلونها بلون بني قاتم.
أما الساق فتظهر الأعراض على هيئة قرح بنية تمتد لأسفل مما يسبب جفاف الساق وتشققه طوليا، هذا ويعد ظهور الأعراض في أول الموسم علة نباتات متجاورة في الحقل هي المصدر الذي سينتج لقاح الطفيل والمسبب للإصابة فيما بعد في الاصابات التالية.
أما الثمار فتظهر الأعراض عليها كبقع مائية ذات لون رمادي مخضر يتسع بسرعة ليشمل الثمرة ككل، وفي بعض الحالات تظهر كحلقات متداخلة.

## الوضع التقسيمي للمسبب
| systemic position - الوضع التقسيمي | pathogen المسبب المرضي                     |
| Superkingdom - فوق مملكة           | Eukaryota حقيقيات النواة                   |
| kingdom - مملكة                    | Mycetea الفطريات                           |
| Division - قسم                     | Mastigomycota الفطريات السوطية             |
| Subdivision - قسيم                 | Diplomastigomycotina الفطريات ثنائية السوط |
| Class - طائفة                      | Oomyceycetes الفطريات البيضية              |
| Order - رتبة                       | Peronosporales البيرونوسبورات              |
| Family - عائلة                     | Pythiaceae البيثيثية                       |
| Species - نوع                      | Phytophthora infestans فيتوفثورا إنفستنس   |

## المسبب
يتسبب هذا المرض عن فيتوفثورا phytophthora، والتي تتبع العائلة البيثية كما ذكر، وهو فطر متطفل اختياراً حيث يعيش رمياً عند غياب العائل ثم يتحول لطفيل عند وجوده إلا إنه لايستمر علي هذا التطفل كثيراً حيث يميت العائل ويكمل عليه دورة حياته رميا.
   ويصيب هذا الفطر عددا كبيرا من نباتات العائلة الباذنجانية solanaceae حيث ينمو الفطر داخل أنسجة النبات بين المسافات البينية للخلايا intercellular , وترسل ممصات لداخل الخلايا. تخرج الحوامل الجرثومية للفطر من ثغور الأوراق أو العديســات للدرنات المصابة، وهي شفافة عديمة اللون متفرعة غير محدودة النمو تحمل أكياس اسبورانجية من نــوع zoosporangium وتكون ليمونية لها حلمة طرفية، وقرب نضج الكيس الإسبورانجي ينتفخ طرف الحامل قليلا ثم يواصل نموه جانبياً، وتتكرر هذه العملية عدة مرات خلال نمو الحامل الإسبورانجي مما يعطي الفطر شكل مميز بوجود انتفاخات متتابعة تحدد أماكن خروج الأكياس الإسبورانجية على الحامل، وعند النضج تنفصل بالرياح أو الأمطار. يتكاثر الفطر جنسيا بالجراثيم البيضية داخل الأنسجة ونادراً ما تكون هذه الجراثيم علي نبات مصاب، وفي هذا يذكر (عبد الله بن صالح بن حسن الخليل) قائلا: إن التكاثر الجنسي ل فيتوفثورا نادر الحدوث علي النبات المصاب، لأن الفطر يمضي فترة الشتاء في الطبيعة في النسجة المصابة على هيئة ميسليوم ينشط في بداية الموسم الجديد، وربما ترجع نــدرة التزاوج الجنسي ل فيتوفثورا إلى أن الفطر متباين الثالوس أي لا يحدث تزاوج جنسي إلا بين خيطين فطريين كل منهما مستمد من غزل فطري متميز وينبثق من جرثومة واحدة أي بين أنثريدات وأوجونات متضادة الطرز التزاوجية. أ.هـ
وعلى هذا فإن الجراثيم البيضية ليس لها دور في تجديد العدوي، ويعد المصدر الأول للإصابة في الحقل هو زراعة البطاطس المصابة إذ ينشط الفطر الموجود بها ويصيب النموات الخضرية الجديدة ثم يتطفل على الأوراق وتعمـل الأكياس الجرثومية الناتجة منها على نشر الإصابة للنبات السليم. وقد ثبت أن للفطر سلالات لكل منها تخصـص فسيولوجي على نوع محدد من الفصيلة الباذنجانية.

## الظروف الملائمة
تزداد فرص حدوث المرض في الظروف الجوية التي تسود فيها حرارة منخفضة ورطوبة مرتفعة وقد لوحظ ما يلي: (10:15ºم) والجو مشبع بالرطوبة تعطي جراثيم هدبية أكثر من 5: 35 جرثومة بالكيس الواحد.
أما في (25 ºم) يعطي الكيس الإسبورانجي إنبوبة أنبات.
العدوي تتم خلال الثغور بالسطح السفلي للوريقات وخلال العديسات وأفضل حرارة للعدوي (24:21ºم).
هذا وقد أمكن بالاستعانة بالتنبؤات الجوية والارصاد إجراء وقاية قبل حدوث المرض وغالباً فإن الليالي الرطبة تساعد على تكوين اللقاح المسبب للعدوي فإذا ارتفعت الحرارة في هذا اليوم بالنهار مع استمرار الرطوبة المنخفضة فإن هذا يساعد على ظهور المرض.

## المقاومة
1. استنباط أصناف جديدة مقاومة للمرض.
2. التخلص من الدرنات المصابة وإعدامها قبل تقليع الدرنات ببضعة أيام، وذلك لمنع العدوي من العرش (الساق) المصاب للدرنات.
3. لوحظ أن التسميد الازوتي الزائد يزيد من القابلية للإصابة كما أن زيادة الفوسفور أو البوتاسيوم يزيد من درجة المقاومة مما يدعوا للاهتمام بتنظيم التسميد. == الهوامش ==

1. ↑  إدوار غالب (1988). الموسوعة في علوم الطبيعة: تبحث في الزراعة والنبات والحيوان والجيولوجيا (بالعربية واللاتينية والألمانية والفرنسية والإنجليزية) (ط. 2). بيروت: دار المشرق. ج. 3. ص. 1464. ISBN:978-2-7214-2148-7. OCLC:44585590. OL:12529883M. QID:Q113297966.
2. ↑  عبد العال حسن مباشر (1997). مصادر ومعاني الأسماء العلمية للفطريات والبكتريا والطحالب والنباتات (بالعربية والإنجليزية واليونانية واللاتينية). الدوحة: جامعة قطر. ص. 36. ISBN:978-99921-46-11-8. OCLC:1103833419. QID:Q118210367.
3. ↑  Kinealy, Christine (1995), This Great Calamity: The Irish Famine 1845-52, Gill.

 == المراجع ==
1. - العروسي، حسين. وميخائيل سمـير، وعبد الرحيم محمد علي (1962). أمراض النبات _ منشأة المعارف بالإسكندرية.
  - Kinealy, Christine (1995), This Great Calamity: The Irish Famine 1845-52, Gill & Macmillan, ISBN 1-57098-034-9
  - وجيه، السيد السيد. ودرويش عزيزة.و حميدة أمال (2000) طب النبات _ دار الوفاء.
  - الخليل، عبد الله بن صالح بن حسن.الأساس العلمى للفطريات / الملكة العربية السعودية. مواضيع ذات صلة انظر فطر